# Toyota Coliseum
Le Toyota Coliseum, anciennement State Fair Coliseum, est une arène intérieure à Geddes, dans l'État de New York.

## Histoire
Il a accueilli les Nationals de Syracuse en NBA de 1946 à 1951, ainsi que les Stars de Syracuse de la Ligue américaine de hockey.
Il a également servi de domicile temporaire à l'équipe de basket-ball masculine de l'Orange de Syracuse après l'incendie de leur gymnase sur le campus, en 1947 jusqu'à l'ouverture du mémorial de guerre du comté d'Onondaga en 1951. L'arène abritait 7 500 personnes et a été construite en 1927. Il appartient à l'État de New York. 